# Нагорная, Дарья Сергеевна
Да́рья Серге́евна Наго́рная (Спиридо́нова) (род. 8 июля 1998 года, Новочебоксарск, Россия) — российская гимнастка. Серебряный призёр Олимпийских игр 2016 года в Рио-де-Жанейро (Бразилия) в командном многоборье, чемпионка мира 2015, двукратный бронзовый призёр чемпионата мира 2014 года, двукратная чемпионка Европы 2015 и 2016 года, серебряный призёр чемпионата Европы 2016 года, двукратный бронзовый призёр чемпионата Европы 2014 года. Заслуженный мастер спорта России.

## Биография
На Чемпионате России 2014 победила на брусьях и заняла второе место на бревне.
В индивидуальном многоборье на Кубке России 2014 показала третий результат.
Стала двукратной бронзовой медалисткой Чемпионата Европы 2014: в командном первенстве и на брусьях.
Чемпионка мира 2015 года, чемпионка Европы 2015 года в упражнениях на разновысоких брусьях.
Член сборной команды Российской Федерации (основной состав). Серебряный призёр Олимпийских игр 2016 года в Рио-де-Жанейро (Бразилия) в командном многоборье (Ангелина Мельникова, Дарья Спиридонова, Алия Мустафина, Седа Тутхалян, Мария Пасека).

### 2018
В качестве запасной вошла в заявку сборной России на чемпионат мира в Дохе, который прошёл с 25 октября по 3 ноября 2018 года. В составе сборной России заняла второе место в командном первенстве на том чемпионате мира.
18 декабря 2018 года вышла замуж за гимнаста Никиту Нагорного.

### 2019
Серебряный призёр чемпионата мира в Штутгарте в командном первенстве.
17 февраля 2021 года Дарья Спиридонова объявила на своей странице в Instagram, что ушла из спортивной гимнастики.
2024
В 2024 году стала участницей реалити-шоу «Титаны» на ТНТ под номером «5». В следующем году в шоу принял участие её муж, под номером «2».

## Результаты
| Год  | Турнир                                | Многобор. | Многобор. | Опорный прыжок | Разновысокие брусья | Бревно | Вольные упражнения |
| Год  | Турнир                                | Ком.      | Лич.      | Опорный прыжок | Разновысокие брусья | Бревно | Вольные упражнения |
| ---- | ------------------------------------- | --------- | --------- | -------------- | ------------------- | ------ | ------------------ |
| 2011 | Первенство России среди юниоров (КМС) |           |           |                | 3                   | 3      | 5                  |
| 2013 | Первенство России среди юниоров (МС)  |           |           |                |                     |        |                    |
| 2013 | Олимпийские надежды                   | 1         |           | 5              | 1                   |        |                    |
| 2014 | Чемпионат России                      | 2         | 5         |                | 1                   | 2      | 7                  |
| 2014 | Чемпионат Европы                      | 3         |           |                | 3                   |        |                    |
| 2014 | Кубок России                          | 1         | 3         |                | 3                   | 3      | WD                 |
| 2014 | Чемпионат мира                        | 3         |           |                | 3                   |        |                    |
| 2015 | Чемпионат Европы                      |           |           |                | 1                   |        |                    |
| 2015 | Чемпионат мира                        |           |           |                | 1                   |        |                    |

## Награды
- Медаль ордена «За заслуги перед Отечеством» I степени (25 августа 2016 года) — за высокие спортивные достижения на Играх XXXI Олимпиады 2016 года в городе Рио-де-Жанейро (Бразилия), проявленные волю к победе и целеутремлённость[11].

## Личная жизнь
18 декабря 2018 года вышла замуж за Олимпийского чемпиона по спортивной гимнастике Никиту Нагорного. 21 июня 2023 года у пары родился сын Марк.